# Turbonilla valida
Turbonilla valida är en snäckart som beskrevs av Addison Emery Verrill och Katharine Jeanette Bush 1900. Turbonilla valida ingår i släktet Turbonilla och familjen Pyramidellidae. Inga underarter finns listade i Catalogue of Life.